# Ferrocarril de Puente Nuevo a Ribadeo
El ferrocarril de Puente Nuevo a Ribadeo fue una línea férrea de vía estrecha, que discurría por el valle del río Eo, sorteando la frontera entre Asturias y la provincia de Lugo (Galicia).
En principio, tuvo su origen con la idea de dar salida al mar Cantábrico del mineral de hierro extraído en las minas propiedad de la Sociedad Minera de Villaodriz (SMV), si bien, poco a poco se consolidó también como un medio de transporte para los habitantes de los municipios por los que discurría.
Fue puesto en servicio el 18 de abril de 1903 para el transporte de mineral; y el 5 de agosto de 1905 se inauguró el servicio de transporte de viajeros.
Tras grandes altibajos en su explotación, la década de los 60 significó la decadencia definitiva de este ferrocarril. Así, debido a su baja rentabilidad y al pésimo estado de conservación de sus infraestructuras y material móvil, el 24 de agosto de 1964 circuló el último tren entre el cargadero de la mina de Villaodriz y el puerto de Ribadeo. Finalmente, el 15 de enero de 1965, Explotación de Ferrocarriles por el Estado (más tarde, FEVE), se hizo cargo de la línea para su desmantelamiento, si bien, la fecha oficial del traspaso y del cierre definitivo del Ferrocarril de Puente Nuevo a Ribadeo se produce el 28 de enero de ese mismo año.

## Gestación
La idea de construir un ferrocarril por el valle del río Eo comenzó a gestarse a finales del siglo XIX, cuando en 1897 Julio de Lazúrtegui visitó Ribadeo con la idea de explotar a gran escala las minas de Villaodriz, situadas en la provincia de Lugo a 20 km de la costa cantábrica, y aprovechar el puerto de Ribadeo para exportar el mineral de hierro extraído.
El 17 de marzo de 1900, se constituyó la Sociedad Minera de Villaodriz (SMV) con un capital social de 4 millones de pesetas, y participada por la casa de Sucesores de J.B. Rochet
 y destacados inversores como Pedro MacMahón, Francisco de Arana, José María Besterra, o el ya mencionado Julio de Lazúrtegui
.
Para solventar el problema de trasladar el mineral de hierro desde la mina hasta el mar, se proyectó un ferrocarril de 750 mm de ancho, entre Villaodriz (Puente Nuevo) y Ribadeo, que fue aprobado por Real Orden de 17 de enero de 1901. Sin embargo, poco después, se decidió que el ancho de la vía fuese de 1 metro, debido fundamentalmente a 3 posibilidades: transportar tráficos de otras compañías, enlazar con el futuro ferrocarril de Ferrol a Gijón, y prolongar la línea hasta Lugo y Villafranca del Bierzo. Así, en 1901, José Luis Torres Vildósola, firmaba la memoria definitiva del proyecto, con vía métrica.
Finalmente, cumplidos todos los trámites administrativos, la concesión del ferrocarril de Villaodriz a Ribadeo se otorga por Real Orden de 14 de junio de 1901, por un periodo de 99 años, al amparo de la Ley General de Ferrocarriles de 23 de noviembre de 1877.

## Las obras
Las obras comenzaron en el verano de 1901, una vez obtenida la concesión para la construcción y explotación del ferrocarril. Desde el punto de vista de la dirección de las obras, la línea se dividió en dos tramos, y al frente de cada uno de ellos estaban José Ponte, ingeniero de caminos; y Ramón Gortázar, ingeniero industrial. Cientos de hombres distribuidos en brigadas, dirigidos por capataces y provistos de herramientas manuales y dinamita acometieron el trabajo.
Por otra parte, para atender a las empresas contratistas de las obras, se constituyó en Bilbao en enero de 1901 la Sociedad Sola, Garmendia y Cía, que dividió la línea en 6 tramos para su ejecución:
| Tramo | Kilómetros | Denominación              |
| ----- | ---------- | ------------------------- |
| 1.º   | 5227       | De las minas a Villaodriz |
| 2.º   | 6910       | Villaodriz - San Tirso    |
| 3.º   | 5210       | San Tirso - Río Trabada   |
| 4.º   | 4968       |                           |
| 5.º   | 5171       |                           |
| 6.º   | 7291       | Ribadeo                   |

En 1902 se habían expropiado todos los terrenos necesarios para la construcción del ferrocarril, si bien, fue necesario incoar algún expediente de expropiación forzosa, al negarse los propietarios de los terrenos a aceptar la valoración inicial establecida para sus propiedades. A finales de ese año, se habían concluido las explanaciones y las obras de fábrica necesarias y se comenzó el montaje de raíles y traviesas.
El 10 de abril de 1903 circuló el primer tren, tirado por la locomotora Abres que había llegado a Ribadeo pocos días antes. Y el 18 de abril del mismo año, circuló el primer tren cargado de mineral.
Sin embargo, ya con la línea en servicio, las obras no cesaron. En un principio, se instaló la infraestructura necesaria exclusivamente para transportar mineral de las minas al puerto de Ribadeo, y hasta finales de 1904 no concluyó la construcción de edificios, estaciones, muelles, depósitos para material móvil, etc.

## Historia

### Inicios (1903 - 1914)
Como ya se ha dicho, el primer servicio de transporte de mercancías se produjo el 18 de abril de 1903, circulando varias composiciones diarias a partir de entonces. Y en cuanto al material móvil, en junio de 1903 se encontraban en servicio 60 vagones tolva.
Sin embargo, las condiciones de la línea eran todavía precarias, pues no habían concluido la mayoría de las obras de los cargaderos y los depósitos de mineral. Aun así, se conseguían cargar 600 toneladas en 10 horas de trabajo.
Con la llegada del material móvil para viajeros, con vagones de primera, segunda y tercera clase, y la conclusión de las obras en las estaciones, se inauguró el servicio público de viajeros el 5 de agosto de 1905. Así, desde agosto hasta finales de diciembre de 1905, se transportaron 1.474.903 toneladas de mercancías generales, a un promedio de 9.899 kg, y 14.576 viajeros, de los cuales, 13.046 eran de tercera clase.
En esta primera etapa, la SMV vive una época de bonanza económica y se piensa de nuevo en la prolongación hasta Lugo y Villafranca del Bierzo, y el enlace con el Ferrocarril de Ferrol a Gijón, que conectaría la línea con el resto de ferrocarriles mineros asturianos, multiplicándose las posibilidades del transporte de mercancías. Sin embargo, a pesar de la bonanza, también surgen contratiempos, como las huelgas de mineros en diciembre de 1903, la crisis de demanda de minerales a finales de la década de 1900, o las huelgas de principios de la década de 1910.

### Primera Guerra Mundial (1914 - 1918)
La Primera Guerra Mundial supuso un serio revés para la Sociedad Minera de Villaodriz (SMV), debido a los problemas de los mercados europeos y a la dificultad en la navegación marítima internacional. Así, la compañía optó por un régimen de reducción del gasto, suprimiendo incluso algunos servicios de viajeros, aunque mantenía las previsiones de tráfico una vez hubiese cesado el conflicto.
De esta forma, en 1917 y 1918, la SMV optó por alquilar material móvil a la Sociedad que explotaba el ferrocarril de La Robla. 3 locomotoras y 100 vagones tolva circularon por la cornisa cantábrica, transportando carbón a la siderurgia vasca.
A partir de entonces, empiezan a desinflarse las ideas de prolongación del ferrocarril hasta el Bierzo.

### Después de la Primera Guerra Mundial (1918-1936)
Tras el cese del conflicto, la explotación minera de Villaodriz, y por extensión, el ferrocarril de Puente Nuevo a Ribadeo vuelve a la normalidad. Sin embargo, la bonanza dura poco más de un año, y se hace necesaria la supresión progresiva de servicios. De esta forma, de los 3.394 trenes que circularon en 1913, se pasó a 1.326 en el periodo 1919-1922.
Este descenso de servicios fue debido principalmente a dos causas: el descenso en la demanda de mineral de hierro en el comercio internacional, y la dura competencia que ofrecían los servicios de camiones y autobuses por carretera. Además, el estado había decretado por Real Orden de 3 de marzo de 1919 aumentos salariales del personal ferroviario; y los salarios ofrecidos al personal minero en las explotaciones carboneras del centro de Asturias eran sensiblemente superiores a los ofrecidos por la SMV.
Con todo esto, la SMV se vio obligada, por una parte, a solicitar el anticipo reintegrable que el Estado concedía a las compañías ferroviarias en crisis, que le fue otorgado en 1920; y por otra, a incrementar en un 15% las tarifas del transporte de mercancías y viajeros. Esto alivia tímidamente la situación económica de la compañía, si bien, se espera con ansia el restablecimiento de la demanda de mineral de hierro en el mercado internacional y la conexión con el ferrocarril de Ferrol a Gijón, cuyas primeras obras ya habían comenzado.
Además, comienza a desarrollarse la explotación de los recursos forestales de la zona, cuya madera era destinada a las minas del centro de Asturias, para la entibación de galerías. Sin embargo, la SMV no hizo nada por adaptar sus infraestructuras a la reciente industria maderera, ni instaló un solo apartadero que permitiese la carga de vagones para el transporte de mercancías hacia Vegadeo o Ribadeo. Simplemente, se limitó a esperar que fuesen las empresas madereras las que llevasen sus mercancías hacia las estaciones de las que la SMV ya disponía.
Con la llegada de la década de 1930, la construcción del ferrocarril de Ferrol a Gijón avanzaba lentamente, promovida por el Estado. El trazado de ésta entre Vegadeo y Ribadeo era paralelo al de la SMV, que intentó que el Estado aprovechase su infraestructura y se ahorrase el citado tramo. También proponía aprovechar la estación de Ribadeo y parte del material móvil de la SMV. Sin embargo, el Estado nunca aceptó dicho ofrecimiento.
El estado del ferrocarril era malo, con cerca del 55% de la línea en mal estado, personal al que no se pagaba desde 1933 y un tráfico poco importante, e incluso se empezó a pensar en la posibilidad de suspender su explotación.
La crisis seguía acuciando a la SMV, que solicitó un segundo anticipo reintegrable, que le fue denegado, alegando que la línea férrea no tiene razón de ser mientras no se exploten las minas.

### La Guerra Civil (1936-1939)
Con el arranque de la guerra civil española, los suministros de carbón se resintieron. Así, las locomotoras tuvieron que ser alimentadas con leña de roble desde octubre de 1936. Sin embargo, este hecho relanzó tímidamente el servicio de ferrocarril, ya que tampoco resultaba fácil el abastecimiento de combustible para vehículos, camiones y autobuses.
De esta forma, plataformas y furgones cargados con sacos de piñas, leña, patatas, harina, carne, ganado, aves de corral y productos caseros comenzaron a ser habituales.
Sin embargo, el déficit de mantenimiento de las infraestructuras se dejó sentir el 28 de diciembre de 1937, al producirse un gran hundimiento en el túnel número 12, situado en el kilómetro 30,300, que paralizó la línea hasta finales de marzo de 1938.
Posteriormente, entre el 1 de abril y el 15 de agosto de 1938, el grupo empresarial alemán Krupp Montana, con el ingeniero Engelmann como responsable técnico y bajo la dirección del señor Favorke, se hizo cargo de la explotación de las minas y del ferrocarril. En ese corto periodo, logró extraer 6.932 toneladas de hierro, de las que embarcó 3.839. El vapor Charlotte Cords llegó al puerto de Ribadeo el 1 de diciembre de 1938 con el fin de cargar las 3.093 toneladas restantes. Sin embargo, debido al fuerte temporal, tuvo que partir sin la mercancía.
Sin embargo, esta explotación temporal por parte del grupo alemán no estuvo exenta de dificultades. El 23 de abril de 1938, el jefe del Servicio Nacional de Ferrocarriles prohibió el tráfico de viajeros por la línea y solo autorizó el transporte de mercancías a una velocidad máxima de 20 km/h. La razón, era el pésimo estado en que se encontraban las instalaciones.

### Decadencia final y cierre (1939-1964)
A finales de septiembre de 1939, la SMV suspendió de nuevo la circulación de trenes ya que los depósitos de Ribadeo estaban llenos al no poder embarcarse material. La paralización duró 199 días, y fue la más larga en la historia de este ferrocarril, reanudándose de nuevo el servicio en abril de 1940.
A partir de entonces, el tráfico continuó siendo escaso y se limitó a mineral calcinado y traviesas para la reparación de la vía. Además, en octubre de 1940, circularon trenes para el transporte de una grúa y otros materiales que devolverían a la vía siete vagones que habían caído al río Eo en 1937.
Más adelante, el 15 de junio de 1942, la Dirección General de Ferrocarriles permite de nuevo el tráfico de viajeros, una vez inspeccionadas las mejoras que se habían llevado a cabo en las infraestructuras. Estos trenes, circularían los miércoles, sábados y domingos, días de mercado en algunos pueblos de la zona.
Una Orden de 10 de octubre de 1946, aprobaba la Reglamentación Nacional del Trabajo que aumentaba los salarios de los trabajadores, entre otros beneficios sociales, lo que supuso un aumento considerable del déficit de la SMV, pasando de ser de 41.364 pesetas en 1946 a 775.232,91 en 1951 y 1.146.488,30 en 1958. Por otra parte, en este periodo, al mal estado del material móvil de la línea y las obras de construcción del ferrocarril de Ferrol a Gijón interrumpieron varias veces los servicios de la línea.
En 1952, la División Inspectora e Interventora de las Compañías de Ferrocarriles de Vía Estrecha aconseja que se rescinda el contrato de concesión que tenía la SMV, sin que llegue a fructificar.
Los tráficos de mineral eran rídiculos, llegando a ser nulos en 1956. La media de mercancías transportadas en 1955, 1957 y 1958 fue de 3.109 toneladas, lo que representaba un ínfimo promedio de 8 toneladas diarias. Con esto, y con el deterioro incansable de las infraestructuras, el ingeniero encargado de la explotación informa el 26 de octubre de 1959 que se disponga por Decreto, la resolución del contrato de concesión del ferrocarril y el levante del mismo al amparo de lo dispuesto en el artículo 41 de la Ley de 21 de abril de 1949.
Así, el 24 de mayo de 1964, la SMV dejó de explotar el ferrocarril de Puente Nuevo a Ribadeo, circulando entonces el último tren. El 15 de enero de 1965, Explotación de Ferrocarriles por el Estado se hizo cargo de la línea para su desmantelamiento, si bien, oficialmente el traspaso se produjo el 28 de enero de 1965. Terminaba así, la historia de uno de tantos ferrocarriles mineros españoles nacidos a finales del siglo XIX, tras más de 60 años de historia.

### Resumen de tráficos (1903-1928)
A continuación, pueden observarse gráficamente las toneladas transportadas por el Ferrocarril de Puente Nuevo a Ribadeo, en sus primeros 26 años de historia. Como puede verse, en la primera etapa (1903-1914), el tráfico era bastante significativo, sufriendo un acusado descenso durante la Primera Guerra Mundial (1914-1918), que tímidamente remonta una vez terminado el conflicto (1918-1928).
| Gráfica de tráficos de mineral transportado en el Ferrocarril de Puente Nuevo a Ribadeo. Periodo 1903-1928. Datos en toneladas. |
| |
| Fuente: "Criaderos de hierro de España, Tomo IV. Hierros de Galicia" - Elaboración gráfica por Wikipedia                        |

## Instalaciones fijas

### Descripción de la línea
El ferrocarril de Puente Nuevo a Ribadeo, de vía métrica, iniciaba su recorrido en Villaodriz, parroquia del municipio de Puente Nuevo (provincia de Lugo), junto a las minas de hierro que explotaba la Sociedad Minera de Villaodriz; y finalizaba en el extremo norte del puerto de Ribadeo, también en la provincia de Lugo, tras un recorrido de 33,867 km.
El desnivel salvado por la línea era de aproximadamente 40 metros, estando las estaciones de Villaodriz y Ribadeo a 80 y 40 m s. n. m., respectivamente. Las estaciones y apeaderos de la línea eran:
- Villaodriz.
- San Tirso.
- Abres (apeadero).
- Porto - Vega.
- Porto (apeadero).
- Ribadeo.

Además, existían dos apartaderos: en Boulloso, cerca de Villaodriz; y en Porto Estreito, final de la línea en el puerto de Ribadeo. El centro neurálgico de la línea era la estación de Ribadeo, donde se encontraban los talleres, depósitos de locomotoras, servicios de administración, etc.
El ferrocarril, discurría por la margen derecha del valle del río Eo, hasta las cercanías de Vegadeo, donde cruzaba mediante un puente metálico hasta la margen izquierda en la que finalizaba. El radio mínimo de las curvas era de 100 metros y la pendiente máxima era de 13 mm por metro en un corto tramo de 0,1235 km ubicado en la entrada de Ribadeo. El segundo tamo con mayor pendiente se localizaba entre San Tirso y Villaodriz, con 8,76 milésimas durante 1,35348 km. Un 62% de la línea eran tramos rectos y un 38% curvas.

### La vía
La vía estaba formada por carriles de 22,5 kg por metro, de 9 metros de longitud cada uno, asentados sobre 10 traviesas de madera de roble a través de placas de asiento de dos tirafondos.

### Puentes y túneles
De los cinco puentes más importantes con los que contaba la línea, cuatro eran metálicos y habían sido construidos por la Sociedad Española de Construcciones Metálicas de Zorroza (Vizcaya), que percibió 600 pesetas por tonelada. El otro restante, era de fábrica.
| Nombre       | Características                                                                                        |
| ------------ | --- |
| Río Turía    | Tramo metálico oblicuo de 20 metros con trazado en curva.                                              |
| Río Eo       | Tramo metálico recto de 32 metros.                                                                     |
| Río Trabada  | Dos tramos metálicos en curva, de 15 metros de luz cada uno.                                           |
| Reme         | Dos tramos metálicos oblicuos de 15 metros cada uno, en curva de radio 110 metros sobre el Río Grande. |
| Rego de Viña | Viaducto de fábrica en curva, de cuatro arcos, de 7 metros de luz cada uno y 18 metros de altura.      |

Respecto a los túneles, la línea contaba con 13 que sumaban una longitud de 1,623 km. El más largo, contaba con 0,261 km.

## Material móvil

### Locomotoras
La Sociedad Minera de Villaodriz llegó a contar con seis locomotoras de vapor, de cuatro modelos diferentes.
| Locomotoras de la Sociedad Minera de Villaodriz |                    |                      |               |      | |
| Tipo                                            | Nº y nombre        | Fabricante           | Nº de fábrica | Año  | Notas |
| 130 T                                           | 1 "Ribadeo"        | Borsig               | 5032          | 1901 | Vendida en 1930 al ferrocarril Ponferrada - Villablino |
| 130 T                                           | 2 "Villaodriz"     | Borsig               | 5033          | 1901 | Alquilada al ferrocarril de La Robla entre 1917 y 1918. Alquilada al ferrocarril Ponferrada - Villablino entre 1918 y 1920. Desguazada por la SMV. |
| 130 T                                           | 3 "San Tirso"      | Borsig               | 5034          | 1903 | Alquilada al ferrocarril de La Robla entre 1917 y 1918. Alquilada al ferrocarril Ponferrada - Villablino entre 1918 y 1920. Vendida a la sociedad Ferrovial para la construcción del ferrocarril de Ferrol a Gijón. |
| 130 T                                           | 4 "Porto Vega"     | Borsig               | 5035          | 1903 | Alquilada al ferrocarril de La Robla entre 1917 y 1918. Alquilada al ferrocarril Ponferrada - Villablino entre 1918 y 1920. Desguazada por la SMV. |
| 031 T                                           | 5 "Abres"          | Couillet             | 870           | 1885 | Procedía del ferrocarril Durango-Zumárraga. En 1890, se le añadió un eje libre trasero, convirtiéndose en 031 WT. Llegó a Ribadeo en 1903. Durante la construcción de la línea, fue destinada al tendido de vía y reparto de balasto. Con la línea en servicio, se dedicó fundamentalmente a maniobras. Desguazada por la SMV. |
| 020 WT                                          | s/n "Puente Nuevo" | Jung Jungenthal GmbH | 629           | 1903 | Para ancho de vía de 750 mm. Utilizada en una vía de servicio para las minas. Desguazada por la SMV. |

### Vagones
El ferrocarril de Puente Nuevo a Ribadeo llegó a contar con casi un centenar de vagones tolva, de 3 m³, que cargaban hasta 7 toneladas de mineral. Fueron fabricados por la firma Mariano del Corral, de Bilbao.
Algunas unidades, fueron modificadas para adaptarlas al transporte de madera, procedente de la explotación forestal de los bosques de la zona. Además, tras la clausura de la línea, otras unidades fueron utilizadas en la construcción del ferrocarril de Ferrol a Gijón.
Por otra parte, la SMV también adquirió cuatro plataformas, construidas por la sociedad belga Malines entre 1882 y 1883; y 8 cunas, construidas por Mariano del Corral en 1899. Este parque inicial se incrementó posteriormente. Además, fueron adquiridos 6 furgones, construidos también por Malines en 1882.

### Coches
El ferrocarril contó únicamente con dos coches de bogies con plazas de primera, segunda y tercera clase; y cuatro más de menor capacidad montados sobre dos ejes.
| Coches de viajeros de la Sociedad Minera de Villaodriz |                      |             |                                                |                                                                                      |
| Matrícula                                              | Fabricante           | Año         | Descripción                                    | Notas                                                                                |
| TABCfo 1                                               | Wegmann Harkort & Co | 1888        | Coche de bogies mixto de 1.ª, 2.ª y 3.ª clase. | Adquirido el 24 de octubre de 1904 al ferrocarril Durango - Zumárraga.               |
| TABCfo 2                                               | Wegmann Harkort & Co | 1888        | Coche de bogies mixto de 1.ª, 2.ª y 3.ª clase. | Adquirido el 24 de octubre de 1904 al ferrocarril Durango - Zumárraga.               |
| Bfo 1                                                  | Desconocido          | Desconocido | Coche de 2 ejes de 3.ª clase.                  | Coche clásico, con balconcillo en cada extremo y cuatro ventanillas en cada lateral. |
| Bfo1                                                   | Desconocido          | Desconocido | Coche de 2 ejes mixto de 2.ª y 3.ª clase.      | Coche clásico, con balconcillo en cada extremo y cuatro ventanillas en cada lateral. |
| ACfo 1                                                 | Desconocido          | Desconocido | Coche de 2 ejes de 3.ª clase.                  | Coche clásico, con balconcillo en cada extremo y cuatro ventanillas en cada lateral. |
| BCfo 1                                                 | Desconocido          | Desconocido | Coche de 2 ejes de 3.ª clase.                  | Coche clásico, con balconcillo en cada extremo y cuatro ventanillas en cada lateral. |